# Pholidochris helleri
Pholidochris helleri är en skalbaggsart som beskrevs av Brenske 1903. Pholidochris helleri ingår i släktet Pholidochris och familjen Melolonthidae. Inga underarter finns listade i Catalogue of Life.